# R. Kelly
Robert Sylvester Kelly, mer känd under sitt artistnamn R. Kelly (och även Kells), född 8 januari 1967 i Chicago i Illinois, är en amerikansk tidigare R&B-sångare, låtskrivare och musikproducent. 
R. Kelly har givit ut femton egna album sedan debuten år 1992, och han har även skrivit låtar och producerat åt andra artister, bland andra Aaliyah och Michael Jackson.  Några av hans mest kända låtar är R&B-balladerna "I Believe I Can Fly" (som var ledmotiv till filmen Space Jam från 1996), "Bump n' Grind, "If I Could Turn Back the Hands of Time", "Ignition (Remix)", "I'm Your Angel" och "The World's Greatest". R. Kelly anses vara en av de mest framgångsrika musikerna i USA med 40 miljoner sålda album i landet, och nästan 100 miljoner över hela världen.
År 2022 dömdes R. Kelly till 30 års fängelse för bland annat människohandel och sexuellt utnyttjande av minderåriga.

## Biografi
Robert Kelly är född och uppvuxen på den södra sidan av Chicago, Illinois, som det tredje barnet av fyra. Kellys ensamstående mamma, Joanne, var sångerska och medlem i baptistkyrkan. Vid åtta års ålder började Robert Kelly att sjunga i kyrkan. Hösten 1980 började han på Kenwood Academy där hans musiklärare Lena Mclin uppmuntrade honom att sjunga Stevie Wonders "Ribbon in the Sky" i en talangjakt. Som tonåring började R. Kelly sjunga på gatorna för att kunna hjälpa sin mamma med pengar. Så småningom bildade han en grupp som vann 100  000 dollar i en talangjakten Big Break, gruppen hette "MGM". De splittrades när gruppen gav sig av med pengarna.

### 1990-talet
Gruppen Public Announcement och R. Kelly släppte tillsammans år 1992 albumet Born Into The 90s som hade hitlåtar[källa behövs] som "Slow Dance" och "She's Got That Vibe". R. Kelly släppte sitt första soloalbum 12 Play året därpå. Till skillnad från R&B/Pop/New Jack Swing-albumet med Public Announcement så hade 12 Play ett mer personligt sound och (med ännu mer text fokuserad på kvinnan och sexuella aktiviteter) med influenser av hiphop i vissa låtar. Flera av R. Kellys signaturlåtar kommer från albumet 12 Play.
1995 var han klar med sitt andra soloalbum "R. Kelly". Till skillnad från debutalbumet var detta lite mer riktat åt den breda massan med sina popmelodier.[källa behövs] Men albumet präglades också stort av Kellys signaturstil, med sensuell R&B som "You Remind Me Of Something" eller "Down Low" som båda låg högt upp på Billboardlistorna.[källa behövs]
Hans nästa skiva skulle bli hans största och mest sålda album. Albumet "R." släpptes 1998 och på denna dubbelplatta hade R. Kelly blandat ett flertal genrer, allt från hans typiska R&B-sound till soulliknande låtar, popballader, contemporary-R&B, gospel, opera och rap. Flera succésinglar släpptes från albumet och han vann en Grammy för "I Believe I Can Fly" samma år. 

### 2000–2013
R. Kelly blev senare under karriären även framgångsrik med gospel och "stepping"-musik på albumet Happy People/ U Saved Me år 2004. Han släppte också två hiphop-album 2002 och 2004 tillsammans med Jay-Z. Jay Z och R. Kelly hade även tidigare under 2000-talet arbetat tillsammans då R. Kellys remix av hiphop-låten Fiesta blev en hit år 2001.[källa behövs]
År 2007 kom albumet Double Up som blev en flopp trots de två framgångsrika singlarna "Same Girl" och "I'm A Flirt". 2009 gjorde han en liten comeback med albumet Untitled. Albumets bästa placering var en knapp topp 10 med singeln "Number One ft Keri Hilson". 2010 kom han dock tillbaka kritikmässigt med soulalbumet Love Letter, som är influerat av Stevie Wonder, Barry White och Michael Jackson. "When A Woman Loves" och "Love Letter" blev båda två mindre hits och klättrade högt upp på "Adult-R&B"-listan där han med sitt nästa album också skulle placera sig högt.
Efter att Love Letter fick ett bra mottagande släppte han uppföljaren Write Me Back i juni 2012 med singlarna "Share My Love" och "Feeling Single". Den förstnämnda singeln fick som bäst en 13:e-placering på Billboard hot R&B/hiphop songs.
År 2013 släppte han albumet "Black Panties", första singeln från albumet var My Story med rapparen 2 Chainz, efter det släpptes "Genius" och "Cookie" ut som andra och tredje singlar.

## Rockland Records
Rockland Records var ett skivbolag som grundades av R. Kelly, med distribution från Interscope Records.

## Privatliv

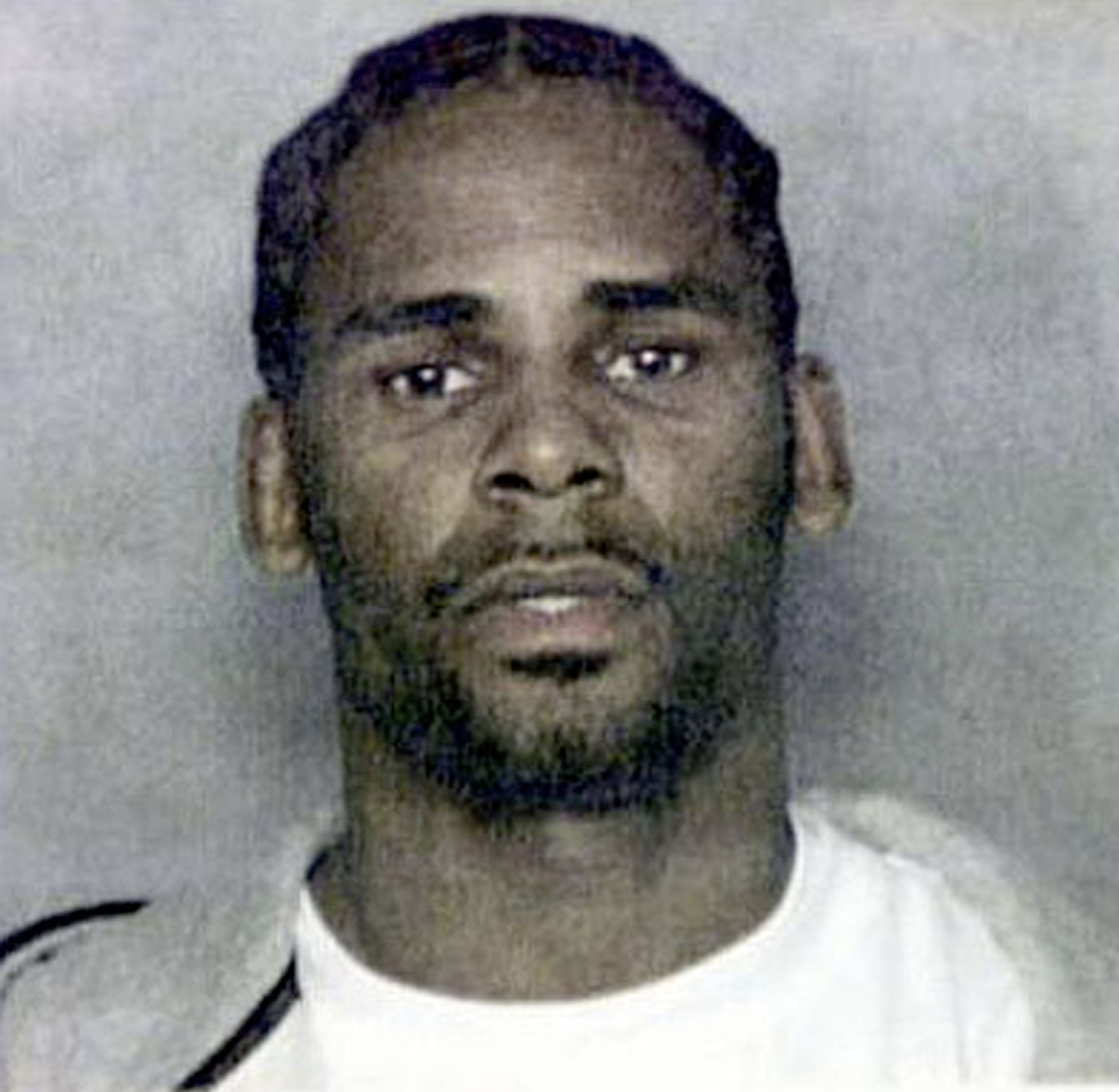
R. Kellys häktningsfoto.

R. Kellys första hustru var sångerskan Aaliyah. Aaliyah och R. Kelly träffades när hon var tolv år och han hjälpte till att producera musik åt henne. De gifte sig 1994 när Aaliyah var 15 år och Kelly var 27 år. Äktenskapet annullerades. Tillsammans släppte de hennes debutalbum och låten "Age aint nothing but a number", som blev en stor succé. År 1996 gifte sig R. Kelly och Andrea Kelly som var hans bakgrundsdansare. De fick tre barn och efter 13 år skilde de sig.

### Åtal och anklagelser
Den 8 april 1998 blev R. Kelly arresterad för att spelat för hög musik på sin bilstereo.
År 2002 åtalades han för barnpornografibrott efter anklagelser om att ha spelat in en sexvideo med sig själv tillsammans med en 14-årig flicka. Han friades sex år senare.
Under 2017 anklagades R. Kelly även för att ha hållit unga kvinnor fångna under sektlika förhållanden. I maj 2018 bestämde sig Spotify för att sluta tipsa om R. Kellys musik med anledning av anklagelserna.
År 2019 hade dokumentärserien Vi överlevde R Kelly premiär. I serien vittnade flera kvinnor om de övergrepp som R. Kelly ska ha begått. I februari samma år häktades han och  åtalades för tio fall av sexuella övergrepp som ska ha begåtts mellan åren 1998 och 2010. Tre av offren var minderåriga när övergreppen begicks. R. Kelly nekade till brotten.
I september 2021 fälldes Kelly på nio åtalspunkter, bland annat för sexuellt utnyttjande av minderåriga flickor och sexuella övergrepp, människohandel och utpressning. Kelly står även åtalad för brott i andra stater men där rättegångsdatum ännu inte är bestämda (2021). Den 29 juni 2022 dömdes Kelly till 30 års fängelse bland annat för människohandel och sexuellt utnyttjande av minderåriga.

## Diskografi
| Studioalbum - 1993 – 12 Play - 1995 – R. Kelly - 1998 – R. - 2000 – TP-2.com - 2003 – Chocolate Factory - 2004 – Happy People/U Saved Me - 2005 – TP.3 Reloaded - 2007 – Double Up - 2009 – Untitled - 2010 – Love Letter - 2012 – Write Me Back - 2013 – Black Panties - 2015 – The Buffet | Samarbetsalbum - 1992 – Born Into the '90s (med Public Announcement) - 2002 – The Best of Both Worlds (med Jay-Z) - 2004 – Unfinished Business (med Jay-Z) Samlingsalbums - 2003: The R. In R&B Collection, Vol 1 - 2005: Remix City: Vol 1 - 2010: Epic - 2014: The Essential R. Kelly |

## Singlar
- 1994: "Bump n' Grind"
- 1996: "I Believe I Can Fly"
- 1997: "Be Careful" (med Sparkle)
- 1998: "When a Woman's Fed Up"
- 1998: "I'm Your Angel" (med Celine Dion)
- 1998: "If I Could Turn Back the Hands of Time"
- 2002: "The World's Greatest"
- 2003: "Ignition (Remix)
- 2013: "My Story" (med 2 Chainz)
- 2013: "Do What U Want" (med Lady Gaga)

## Filmografi
- 2004 – Fade to Black
- 2005 – Trapped in the Closet (2005, 2007, 2012)
- 2016 – Trapped in the Closet: The Movie (producent och regissör)

## Böcker
- Soulacoaster: The Diary of Me (2012)
- Trapped in the Closet: The Book (2016)
- R. Kelly: No Lanes (TBA)

## Konsert
- 60653 Tour (w/ Public Announcement) (1993)
- The 12 Play Very Necessary Tour (w/ Salt-N-Pepa) (1994)
- The Down Low Top Secret Tour (w/ LL Cool J, Xscape, and Solo) (1996)
- The Get Up on a Room Tour (w/ Kelly Price, Nas, Foxy Brown, and Deborah Cox) (1999)
- The TP-2.com Tour (w/ Sunshine Anderson & Syleena Johnson) (2001)
- The Key in the Ignition Tour (w/ Ashanti) (2003)
- The Best Of Both Worlds Tour (w/ Jay-Z) (2004)
- The Light It Up Tour (2006)
- The Double Up Tour (w/ J. Holiday & Keyshia Cole) (2007)
- The Ladies Make Some Noise Tour (2009)
- Love Letter Tour (w/ Keyshia Cole & Marsha Ambrosius) (2011)
- The Single Ladies Tour (w/ Tamia) (2012–13)
- Black Panties Tour (w/ Tamar Braxton) (2014)

## Grammy Awards
R. Kelly har nominerats till 26 Grammy Awards, men endast vunnit 1997 då han vann tre stycken Grammys för sin låt "I believe I can fly", i kategorierna: bästa manliga R&B-sångframträdande, bästa R&B-sång och bästa sång skriven för visuella medier (Space Jam).
bästa R&B-sång (1998)
bästa sång skriven för visuella medier (1998)

## Andra utmärkelser
- American Music Award
  - 1993: Favorite Soul/R&B Single ("Honey Love")
  - 1995: Favorite Soul/R&B Album (12 Play)
  - 1997: Favorite Soul/R&B Male Artist
  - 2000: Favorite Soul/R&B Male Artist
  - 2005: Favorite Soul/R&B Male Artist
  - 2007: Favorite Soul/R&B Album (Double Up)

- BET Awards
  - 2003: Best Male R&B Artist

- Billboard Awards
  - 2001
    - Top R&B/Hip Hop Artist
    - Top R&B/Hip Hop Album (TP2.com)
    - Top R&B/Hip Hop Singles & Tracks ("Fiesta")
    - Top R&B/Hip Hop Artist
    - Top R&B/Hip Hop Album Artist
    - Top R&B/Hip Hop Album Artist – Male

- BMI Awards
  - 1998: Pop Songwriter of the Year (for "I Believe I Can Fly", "I Can't Sleep Baby (If I)", and "I Don't Want To" (recorded by Toni Braxton))

- MOBO Awards
  - 2001: MOBO Outstanding Achievement

- NAACP Image Awards
  - 1998
    - Outstanding Song ("I Believe I Can Fly")
    - Outstanding Music Video ("I Believe I Can Fly")

  - 2001
    - Outstanding Male Artist
    - Outstanding Music Video ("I Wish")

  - 2013: Outstanding Song ("I Look to you" with Whitney Houston)

- Soul Train Awards
  - 1999
    - Best R&B/Soul Album, Male (R.)
    - Sammy Davis Jr. Entertainer of the Year Award

  - 2000: Best R&B/Soul or Rap Album (R.)
  - 2001
    - Best R&B/Soul Single, Male ("I Wish")
    - Best R&B/Soul Album, Male (TP2.com)

  - 2004
    - R&B/Soul Album, Male (Chocolate Factory)
    - Quincy Jones Award for Outstanding Career Achievements

  - 2006: Stevie Wonder Award for Outstanding Achievements in Song Writing

- Source Hip Hop Awards
  - 1999: R&B Artist of the Year
  - 2001: R&B Artist of the Year

- Vibe Awards
  - 2003: R&B Vanguard Award